# Zuzanna Irena Grabowska
Zuzanna Irena Grabowska, bolj znana kot sanah (stilizirana z malo začetnico), poljska pevka in tekstopiska, * 2. september 1997. 
Sanah je postala prepoznavna na Poljskem ko je leta 2020 izdala singla »Szampan«, ki je postal hit številka ena na Poljskem. Leta 2020 je izdala svoj debitantski studijski album »Królowa dram«, ki je dosegel prvo mesto na Poljskem.

## Kariera
Sanah je leta 2019 diplomirala na Univerzi za glasbo Fryderyka Chopina, kjer je diplomirala iz violine. Po diplomi je začela glasbeno kariero in podpisala pogodbo z glasbeno založbo Magic Records. Njen glasbeni prvenec je EP »Ja na imię niewidzialna mam«, ki je izšel oktobra 2019.
Januarja 2020 je izdala singl »Szampan«, ki je postal hit številka ena na Poljskem. Sledil mu je singel »Melodia«, ki je prav tako dosegel prvo mesto na poljskih glasbenih lestvicah. Njen debitantski studijski album »Królowa dram« je kasneje izšel maja 2020.
Sanah je maja 2021 izdala svoj drugi studijski album Irenka, ki je spet postal album številka ena na Poljskem. Dne 15. aprila 2022 bo izšel njen naslednji studijski album »Uczta«.

## Diskografija

### Studijski albumi
- »Królowa dram« (2020)
- »Irenka« (2021)
- »Uczta« (2022)
- »Sanah śpiewa poezyje« (2022)
- »Kaprysy« (2024)

### EPi
- »Ja na imię niewidzialna mam« (2019)
- »Bujda« (2020)
- »Invisible EP« (2021)

### Pesmi
- »Rehab« (2017)
- »Cząstka« (2019)
- »Siebie zapytasz« (2019)
- »Proszę pana« (2019)
- »Szampan« (2020)
- »Melodia« (2020)
- »Królowa dram« (2020)
- »Ne sorry« (2020)
- »Pożal się Boże« (2020)
- »Bujda« (2020)
- »Ale jazz!« (z Vito Bambino 2021)
- »2:00« (2021)
- »Ect. (on disko)« (2021)
- »Ten stan« (2021)
- »Cześć, jak się masz?« (s Sobelom leta 2021)
- »Kolońska i szlugi« (2021)
- »Mamo tyś płakała« (z Igor Herbut leta 2022)
- »Szary świat« (z Kwiatom Jabłoni leta 2022)
- »Czesława« (z Natalio Grosiak leta 2022)
- »Tęsknię sobie« (z Arturjem Rojek leta 2022)
- »Audi« (with Miętha) (2022)
- »Sen we śnie« (z Grzegorz Turnau leta 2022)